# Selected Ambient Works 85–92
Selected Ambient Works 85-92 — дебютный студийный альбом Ричарда Д. Джеймса, под псевдонимом Aphex Twin, выполненный в жанре эмбиент. Релиз состоялся в 1992 году на бельгийском лейбле R&S Records. Альбом состоит из ориентированных на бит эмбиент-треков, записанных на кассету ещё в 1985 году, когда Джеймсу было тринадцать-четырнадцать лет. Альбом был переиздан в 2006 году, после чего последовало цифровое переиздание в 2008 году, а также в 2012 году на виниле.
После своего выхода альбом получил широкое признание и стал вехой в области электроники, эмбиент-техно и IDM. Джеймс продолжил работу над альбомом в 1994 году, выпустив более традиционный эмбиент-альбом Selected Ambient Works Volume II. В 2012 году он был признан лучшим альбомом 1990-х годов британским журналом Fact. Он вошел в UK Dance Chart под номером 30 после выхода альбома Syro в 2014 году, который получил Грэмми.

## Предыстория
По словам Джеймса, он начал экспериментировать с музыкальными инструментами, в частности с пианино своей семьи, в раннем возрасте. Он утверждал, что выиграл 50 фунтов в конкурсе на создание программы, которая производила звук на Sinclair ZX81 (машина без звукового оборудования) в 11 лет. Впоследствии он создавал музыку, используя ZX Spectrum и семплер, а также начал собирать и модифицировать свои собственные синтезаторы. Позже, в интервью журналу Q в 2014 году Джеймс заявил, что эмбиентный трек «i» появился из этих ранних записей. Будучи подростком, он стал культом после того, как стал диск-жокеем в Shire Horse Inn в Сент-Айвсе. Также Джеймс учился в Корнуоллском колледже с 1988 по 1990 год для получения национального диплома по инженерному делу. Он говорил, что «музыка и электроника шли рука об руку».
Первым релизом Джеймса под псевдонимом Aphex Twin стал мини-альбом Analogue Bubblebath на Mighty Force Records. В 1991 году Джеймс и Грант Уилсон-Кларидж основали Rephlex Records, чтобы продвигать инновации в эйсид-хаус. После этого Джеймс написал альбом Digeridoo. С 1991 по 1993 он выпустил два аналоговых мини-альбома. Выступая в клубах, Джеймс перешёл к выпуску SAW 85-92, который был записан в основном до того, как он начал работать диджеем, и состоял из инструментальных треков, ориентированных на бит.

## Об альбоме
SAW 85-92 был по общему мнению записан между 1985 и 1992 годами (начиная с того времени, когда Джеймсу было четырнадцать лет), используя самодельное оборудование, изготовленное из стандартных синтезаторов, а также драм-машины . Качество записи звука было описано как плохое из-за записи на кассету, поврежденную кошкой.
Музыкальная база данных AllMusic отметила, что альбом опирается на клубные ритмы техно и эйсид-хауса, но добавляет мелодические элементы «с большой тонкостью, красотой и атмосферной текстурой». Журнал Record Collector заявил, что альбом «продемонстрировал таинственную, более спокойную сторону» музыки Джеймса, в отличие от его более ранних релизов, привлекая внимание к присутствию «неземных, великолепных мелодий» в большинстве треков альбома. Rolling Stone описал альбом как «слияние пышных звуковых сцен с океаническими битами и басовыми линиями». Журнал DJ Mag отметил "синтез элементов из хип-хопа, хардкора, " настоящего «эмбиента, хауса и техно». Pitchfork заявил, что «несмотря на простоту его оборудования и подхода, треки и интересные, и разнообразные, начиная от ритмов „Pulsewidth“ и заканчивая индустриальными кланами и грохотами „Green Calx“. Slant отметил использование „диффузных синтезаторных аккордов“ на протяжении всего альбома и обратил внимание на „поп-чувствительность“ на таких треках, как „Pulsewidth“ и „Ptolemy“. Многие рецензенты предположили, что Джеймс находился под влиянием окружающих работ Брайан Ино, хотя Джеймс утверждает, что не слышал Ино, прежде чем он начал запись.
Переизданный SAW 85-92 на компакт-диске был выпущен лейблом Apollo/R&S Records 8 апреля 2008 года, а 12» виниловая пластинка в 2006 году. Разница между 2 переизданиями:
- CD: Звук стал чище. Басы лучше смикшированы и не настолько выделены.
- Винил: Звук гораздо лучше оригинального винила, возможно, даже лучше, чем на CD 2008-го. Альбом был разделен на две 12" пластинки.
- В композиции «Xtal» используется вокальный семпл взятый из композиции «Evil At Play — Steve Jefferies, Carewe and Greig» (Atmospheric — Vocal — 1986,Chappell Records).[16]
- В композиции «Green Calx» используется семплы из фильма «Робокоп» (Эпизод — реклама 6000 Sux (звуковой эффект)[17]; Эпизод — Падение ED-209 с лестницы (звуковой эффект)[18]
- В композициях «Heliosphan» и «Xtal» используется семпл (бонго) взятый из композиции  — [19][20]
- В композиции «We Are The Music Makers» используется семпл (Цитата Вилли Вонки- (сыгранный Джином Уайлдером) «We are the music makers and we are the dreamers of dreams» — перевод («Мы творцы музыки, и мы те, кто грезит мечтами»). Автор цитаты поэт Артур О Шонесси именно, эти слова служат началом его поэмы «Ода». Семпл взят из фильма «Вилли Вонка и Шоколадная Фабрика».[21]

Обложка альбома также ознаменовала дебют ныне знакового символа Aphex Twin. Он был разработан Полом Николсоном, который в то время жил в квартире с Джеймсом на Саутгейт-роуд, и выступал в качестве танцора на нескольких живых концертах Джеймса. Николсон заявил, что обложка для логотипа была «аморфной и мягкой формы без резких линий».

## Критика и наследие альбома
Selected Ambient Works 85-92 получил высокую оценку критиков. Саймон Рейнольдс оценил в музыкальном справочнике Spin Alternative Record Guide в девять баллов. В 2012 году Рейнольдс писал, что альбом «вливается в повседневную жизнь с вечным первым румянцем весны». Джон Буш из AllMusic описал альбом как «одну из неоспоримых классик электронной музыки, а также определяющий ориентир для эмбиента, в частности». Пэт Блэшилл из Rolling Stone назвал его «великолепным, неземным альбомом», в котором Джеймс «доказал, что техно может быть не просто наркотической танцевальной музыкой». Дэвид М. Пекораро из Pitchfork отметил «ползучую басовую линию, постоянно меняющиеся барабанные паттерны, синтезаторные тона, которые двигались со всей грацией и плавностью профессионального танцора», описав альбом как «самую интересную музыку, когда-либо созданную с помощью клавиатуры и компьютера», несмотря на свое «первобытное происхождение».
Признанная критиками, как одна из новаторских работ в раннем IDM и современной электронной музыке, упоминают о её влиянии на электронных музыкантов. В 2003 году альбом занял 92 место в опросе «100 лучших альбомов» журнала NME. Девять лет спустя он был назван лучшим альбомом 1990-х годов британским журналом Fact. Альбом также был включен в книгу «1001 Albums You Must Hear Before You Die». AllMusic назвал альбом "шедевром эмбиент-техно, второй блестящей работой жанра после «Orb’s Adventures Beyond the Ultraworld». В 2017 году Pitchfork назвал SAW 85-92 лучшим альбомом IDM всех времен.

## Список композиций
Все треки написаны Ричардом Д. Джеймсом.
| №   | Название                  | Длительность |
| --- | ------------------------- | ------------ |
| 1.  | «Xtal»                    | 4:54         |
| 2.  | «Tha»                     | 9:06         |
| 3.  | «Pulsewidth»              | 3:46         |
| 4.  | «Ageispolis»              | 5:23         |
| 5.  | «I»                       | 1:17         |
| 6.  | «Green Calx»              | 6:05         |
| 7.  | «Heliosphan»              | 4:51         |
| 8.  | «We Are the Music Makers» | 7:43         |
| 9.  | «Schottkey 7th Path»      | 5:08         |
| 10. | «Ptolemy»                 | 7:10         |
| 11. | «Hedphelym»               | 6:00         |
| 12. | «Delphium»                | 5:26         |
| 13. | «Actium»                  | 7:32         |